# Akrab
Akrab är en ö i Eritrea.   Den ligger i regionen Södra rödahavsregionen, i den nordöstra delen av landet, 150 km öster om huvudstaden Asmara.
Terrängen på Akrab är varierad. Öns högsta punkt är 7 meter över havet. 